# Funzionalismo (filosofia della mente)
Il funzionalismo è una teoria della mente, sviluppata da Hilary Putnam nel 1950, in contrapposizione al riduzionismo materialista (ad es. la teoria dell'identità) e al comportamentismo per superare la diatriba mente-corpo in filosofia della mente contemporanea.
L'idea di base è che gli stati mentali (desideri, convinzioni, ecc.) siano costituiti solamente dal loro ruolo, cioè dalla loro funzione, la loro relazione causale, rispetto ad altri stati mentali, percezioni e comportamento. Giacché stati mentali possono essere definiti in base al loro ruolo funzionale, essi sono molteplicemente realizzabili; in altre parole, possono manifestarsi in vari sistemi, anche artificiali (ad es. calcolatori), se il sistema computa le funzioni adatte. L'analogia mente/computer, che vede il cervello paragonato all'hardware e la mente al software, costituisce l'emblema di gran parte delle teorie funzionaliste della mente.
Le prime forme di funzionalismo furono proposte da Hilary Putnam (che poi abbandonerà tale approccio) e da Jerry Fodor negli anni sessanta. Successivamente si svilupparono varie correnti all'interno del funzionalismo, come il teleofunzionalismo, il funzionalismo omuncolare ecc. Il funzionalismo affianca nel campo degli approcci contrapposti al dualismo la Teoria dell'identità, l'eliminativismo e il Monismo anomalo.

## Il funzionalismo di Putnam
La rottura del funzionalismo è in primis con il comportamentismo, accusato da Putnam di considerare le cause "costrutti logici a partire dai loro effetti", ad esempio considerando lo stato mentale "dolore" essere "l'insieme delle sue manifestazioni comportamentali", anziché la loro causa. Per chiarire il suo pensiero al riguardo l'autore invita all'esperimento mentale dei Superspartani. Putnam rivolge quindi la sua attenzione al confronto con il materialismo della teoria dell'identità. L'argomento chiave che utilizza per sostenere la superiorità del paradigma funzionalista è la cosiddetta teoria delle molteplici realizzazioni: è impossibile identificare mente e cervello in quanto diversi stati cerebrali possono comportare il medesimo stato mentale. Ciò porta il filosofo a collocarsi in una posizione comunque contraria al dualismo ontologico, ma vicina a un dualismo epistemologico: per prevedere e spiegare le azioni umane serve un linguaggio psicologico irriducibile a quello fisico.

## La prima evoluzione della teoria
Il funzionalismo di Fodor si pone ad un livello di analisi più profondo di quello di Putnam: egli considera sbagliato fermarsi a considerare l'aspetto funzionale della mente in termini di macroelaborazione di input e output. Secondo Fodor sono gli stati mentali interni ad essere organizzati funzionalmente secondo proprietà semantiche e relazioni sintattiche tra loro, con gli stati neuronali (tokens, singole occorrenze) che implementano in modi diversi tali stati mentali (types, tipi). Egli arriva a parlare di un "linguaggio del pensiero" (language of thought) o mentalese, per descrivere i rapporti che vengono a crearsi tra i vari stati mentali, organizzati secondo strutture analoghe a quelle del linguaggio naturale.
Anche lo stesso Putnam, a partire da Filosofia e vita mentale del 1973, cambia opinione e giudica troppo semplicistica la possibile equiparazione della mente con una macchina di Turing ideale.